# Loreleï Hellrigel

a Compétitions nationales et continentales officielles uniquement.

Dernière mise à jour le 15 juin 2023.
Loreleï Hellrigel, née vers 2004, est une joueuse française de rugby à XV évoluant au poste d'ailier.
Avec son club du Stade bordelais, elle est double championne de France (2023 et 2024).

## Biographie
Originaire de Dordogne, Loreleï Hellrigel se forme au rugby à XV au sein du club de l'US Lalinde. Elle intègre ensuite l'équipe du Stade bordelais en 2019. 
En 2022, elle fait partie de l'équipe de Nouvelle-Aquitaine qui est sacrée championne de France de rugby à sept.
À XV, elle remporte avec les Lionnes du Stade bordelais le championnat de France Élite 1 2022-2023. Elle est notamment titulaire au poste d'ailier dans plusieurs matchs de la phase qualificative et entre sur le terrain en cours de partie pour le quart de finale et la demi-finale remportés respectivement face à l'AC Bobigny 93 et face au Stade toulousain. En 2024 elle contribue à la reconquête du titre par le Stade bordelais après avoir participé à sept des treize rencontres du championnat 2023-2024,.

## Palmarès

### En club
- Vainqueur du Championnat de France de rugby à sept en 2022 avec la sélection de Nouvelle-Aquitaine ;
- Vainqueur du Championnat de France féminin en 2023 avec le Stade bordelais ;
- Vainqueur du Championnat de France féminin en 2024 avec le Stade bordelais.